# (167341) Börzsöny
(167341) Börzsöny, désignation internationale (167341) Borzsony, est un astéroïde de la ceinture principale.

## Description
(167341) Borzsony est un astéroïde de la ceinture principale. Il fut découvert le 3 novembre 2003 à Piszkesteto par Krisztián Sárneczky. Il présente une orbite caractérisée par un demi-grand axe de 2,75 UA, une excentricité de 0,02 et une inclinaison de 5,2° par rapport à l'écliptique.

## Compléments